# Erin Cottrell
Erin Cottrell (Yardley, 24 agosto 1975) è un'attrice statunitense.

## Biografia
Ha interpretato il ruolo di Missie LaHaye in Una famiglia nel west - Un nuovo inizio, la saga che include anche L'amore arriva dolcemente e Un amore per sempre. Ha anche recitato nella serie di NCIS ed ha prestato la propria voce per il personaggio di Quorra in Kingdom Hearts 3D: Dream Drop Distance e nella serie Disney Infinity, prendendo il posto di Olivia Wilde.

## Doppiatrici italiane
Nelle versioni in italiano delle opere in cui ha recitato, Erin Cottrell è stata doppiata da:
- Irene Di Valmo in CSI: NY
- Federica De Bortoli in NCIS - Unità anticrimine
- Emanuela Damasio in The Glades

Come doppiatrice, è stato sostituita da:
- Patrizia Scianca in Dishonored: Il pugnale di Dunwall, Dishonored: Le streghe di Brigmore, Dishonored 2
- Marcella Silvestri in Starhawk